# Volker Hoffmann (Germanist)
Volker Hoffmann (* 1940) ist ein deutscher Germanist und emeritierter Professor für Neuere Deutsche Literatur an der LMU in München.

## Leben
Hoffmann studierte Philosophie, Theologie und Germanistik in Tübingen und München. 1970 erschien seine Dissertation zu Johann Georg Hamann und 1978 seine Habilitation zur Autobiographik der Jahrhundertwende.
Seit 1968 lehrte er an der LMU, Gastdozenturen hatte er in Bologna, Venedig und Istanbul inne.
Arbeitsschwerpunkte waren u. a. Autoren der Frühen Moderne wie Eduard von Keyserling, René Schickele, Leo Perutz, Ernst Weiß, Stefan Zweig, zudem beschäftigte er sich auch mit Autoren der Gegenwart, z. B. mit Paul Wühr, Franz Hodjak.
Hoffmann ist ein Vertreter des Strukturalismus. Anlässlich seiner Emeritierung erschien der Band Abweichende Lebensläufe, poetische Ordnungen.

## Monographien
- Johann Georg Hamanns Philologie. Hamanns Philologie zwischen enzyklopädischer Mikrologie und Hermeneutik. Stuttgart, Berlin, Köln, Mainz: Kohlhammer 1972 (= Studien zur Poetik und Geschichte der Literatur; 24).
- Studien zur Autobiographie 1890–1923. Im Typoskript vorgelegte Habilitationsschrift. 2 Bände [416, 218 Bl.].
- Der Heimkehrer als ambivalenter Narziß. Abschiedsvorlesung, gehalten an der Ludwig-Maximilians-Universität München am 14. 7. 2005. München 2005

## Herausgeber
- Adam Bernd: Eigene Lebens-Beschreibung. Vollständige Ausgabe [nach der Ausgabe Leipzig 1738]. Mit einem Nachwort, Anmerkungen, Namen- und Sachregister, Winkler, München 1973
- Adelbert von Chamisso: Sämtliche Werke in zwei Bänden. Nach dem Text der Ausgaben letzter Hand und den Handschriften. Textredaktion Jost Perfahl. Bibliographie, Anmerkungen, Glossar der botanischen, zoologischen, geographischen, ethnischen Begriffe und Namenregister sowie Zeittafel und Nachwort, 2 Bde. Winkler, München 1975
- Ausgewählte Werke des «Simplicissimus»-Dichters Hans Erich Blaich / Dr. Owlglass. Mit sämtlichen Briefen an Kurt Tucholsky. Mit einer Einleitung, Anmerkungen und einer Bibliographie, Jürgen Schweier, Kirchheim/Teck 1981